# Megyei központ (USA)

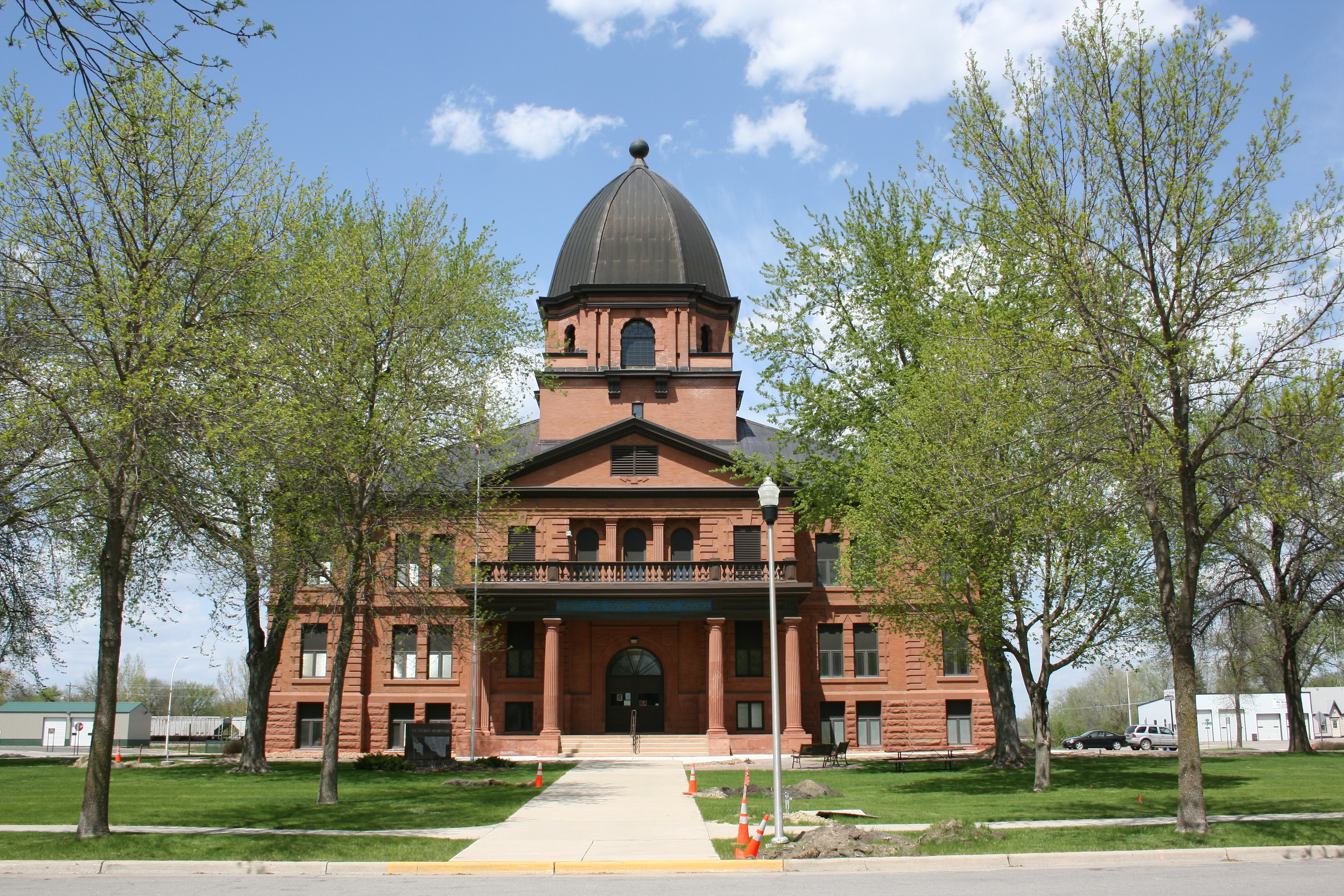
Sok megyei központ történelmi épületekben kapott helyet, mint például a minnesotai Renville megye központja is

A megyei központ az Amerikai Egyesült Államok Az Amerikai Egyesült Államok megyéi adminisztratív szerveinek helyet adó központ.
Vermontban a shire város megnevezés van használatban. Louisianában parisheknek nevezik a megyéket, a központjukat pedig parish központnak. Alaszkában ugyanezeket a közigazgatási egységeket boroughnak hívják, központjuk pedig a borough központ.

## Funkció
Az Egyesült Államok megyéi, ahogy Angliában és Kanadában is, az állam helyi adminisztratív kormányzataként, szuverén igazságszolgáltatás nélkül működnek, helyi rendeletek kiadásának jogkörével. A megyék kaphatnak saját törvényeket az állami/tartományi decentralizáció részeként. Sok amerikai megyében még inkább decentralizált, mivel a megyéket tovább osztják városi közösségekre is, biztosítva a szolgáltatásokat azon lakosoknak is, akik nem önkormányzati joggal rendelkező városokban élnek.
A megyei központ általában, de nem mindig önkormányzati joggal rendelkező városok. Az ellenpéldák közé tartoznak azok a megyék, amelyek nem rendelkeznek ilyen városokkal (de nem ők adják az összes kivételt). Ilyen például a virginiai Arlington megye és a marylandi Howard megye. (Ellicott City, Howard megye központja, a legnagyobb város az Egyesült Államokban, amelynek nincs saját önkormányzata. A második Towson, a marylandi Baltimore megye központja.) A megyeháza és a megyei adminisztráció hivatalai általában a megyei központban kapnak helyet, de néhány funkciót kihelyezhetnek a megye más részeire is, főleg, ha az nagy területtel rendelkezik.

## Több megyei központtal rendelkező amerikai megyék
A legtöbb megye csak egy megyei központtal rendelkezik. Azonban néhány megye Alabamában, Arkansasben, Iowában, Kentuckyban, Massachusettsben, Mississippiben, Missouriban, New Hampshireben és Vermontban két, vagy több megyei központtal is rendelkezik, általában a megye két ellentétes pontján. Példa erre a mississippi-i Harrison megye, amelyben Biloxi és Gulfport is megyei központi funkciót tölt be. Ez a gyakorlat még arra az időre nyúlik vissza, amikor még problematikus volt a közlekedés. Később is csak kevés kísérlet volt a két központú rendszer felszámolására, mivel a megyei központok fontos szerepet játszanak a munkateremtésben és a megyei büszkeségnek is fontos elemei.
34 olyan megye van, amelyek két központtal rendelkezik, 9 államban:
| - Coffee megye - St. Clair megye - Arkansas megye - Carroll megye - Clay megye - Craighead megye - Franklin megye - Logan megye - Mississippi megye - Prairie megye - Sebastian megye | - Yell megye - Lee megye - Campbell megye - Kenton megye - Essex megye - Middlesex megye - Plymouth megye - Bolivar megye - Carroll megye - Chickasaw megye - Harrison megye | - Hinds megye - Jasper megye - Jones megye - Panola megye - Tallahatchie megye - Yalobusha megye - Jackson megye - Hillsborough megye - Bennington megye |

## Egyéb variációk
Connecticut (1960 óta) és Rhode Island nem rendelkezik megyei szintű igazgatással és nincsenek területén megyei központok sem. Ezekben az államokban napjainkban a megyék határai nem sokkal többek a térképre rajzolt vonalaknál. (Rhode Islanden van igazságszolgáltatási funkciójuk.)
Vermontban a megyei központokat shire városoknak hívják. A megyei kormányzat mindössze Legfelsőbb Bíróságra és a seriff (mint a testület egyik hivatalnoka) hivatalára korlátozódik. Mindkettő a shire városban kap helyet. Bennington megye két shire várossal rendelkezik (Machaster az Északi Shire-ben és Bennington a Déli Shire-ben), de mind a Legfelsőbb Biróság, mind a sheriff hivatala Benningtonban van.
Massachusettsben azokat a hatásköröket, amelyeket más államokban a megyei kormányzatok töltenek be, a városi kormányzatok kormányozzák. (Massathusettsben minden terület városok alá van rendelve.)
Virginiában a megyei központok megyei jogú városok, amelyek nem képezik részét az őket körülvevő megyének, aminek az adminisztrációs központjaként működnek.
Két megye Dél-Dakotában (Shannon és Todd megyék) központi intézményei nem saját területükön, hanem a szomszédos megyékben működik (Fall River illetve Tripp megyében).